# 国際大学 (沖縄)
国際大学（こくさいだいがく）は、アメリカ施政権下の沖縄のコザ市（現在の沖縄市）にあった私立大学。沖縄国際大学の前身校である。
1962年、琉球国際短期大学を運営していた財団法人コザ学園により設立された。大学設立と同時にコザ学園は財団法人国際学園に改称し、同短大は国際大学短期大学部となった。当時は沖縄本島中部で唯一の大学で、1972年の本土復帰までに約2500名が卒業したが、復帰時に文部省（当時）が定める大学設置基準を満たさなかったことから沖縄大学との統合が求められ、沖縄大学の一部を統合して新たに沖縄国際大学が設立された。

## 学科
- 法学科
- 経済学科
- 商学科
- 国文学科
- 英文学科

### 短期大学部
- 経済学科
- 商学科
- 国文学科
- 英文学科

## 著名な出身者
- 喜納昌吉 - 音楽家、参議院議員（中退）